# Orthophytum magalhaesii
Orthophytum magalhaesii är en gräsväxtart som beskrevs av Lyman Bradford Smith. Orthophytum magalhaesii ingår i släktet Orthophytum och familjen Bromeliaceae. Inga underarter finns listade i Catalogue of Life.